# Tablature de piano

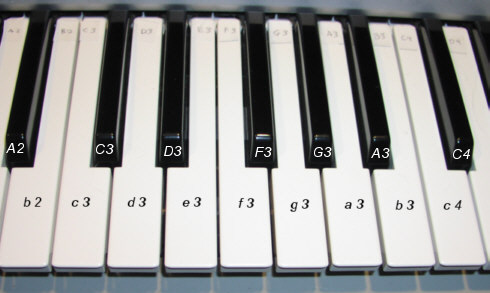
Représentation d'une tablature pour clavier.

Une tablature (ou tab) pour Clavier / Piano est un système de notation musicale écrite en n'utilisant que des lettres et chiffres qui indiquent la touche du clavier à utiliser.

## Principe de notation
Basées sur la notation alphabétique latine, les lettres (c d e f g a b) sont utilisées pour les notes do ré mi fa sol la si:
| c = do  |
| d = ré  |
| e = mi  |
| f = fa  |
| g = sol |
| a = la  |
| b = si  |

## Lire une tablature (simple)
Voici un simple exemple d’une note sur une tablature de piano,
la gamme de "fa" (ou "f") jouée sur deux octaves:
```
3|---------c-d-e-f-|
2|-f-g-a-A---------|
2|---------c-d-e-f-|
1|-f-g-a-A---------|

```

Les tablatures sont lues de gauche à droite (les notes sur la même ligne verticale sont jouées simultanément).
- Les Chiffres sur la gauche (3, 2, 2 et 1 dans l’exemple ci-dessus) indiquent l’octave. Toutes les octaves commencent par la clef de “c”. L’octave 4 est au milieu du clavier.
- Les lettres minuscules (a,b,c,d,e,f,g) indiquent les notes naturelles (les touches blanches)
- Les lettres majuscules (A,C,D,F,G) indiquent les notes dièses, ie: A#,C#,D#,F#,G# (les touches noires). Ajouter le symbole dièse après la note est également acceptable mais il est recommandé d'utiliser les majuscules/minuscules pour gagner de l’espace.
- Les symboles "|" séparent les mesures/sections des notes
- Les symboles "-" sont les espaces entre les notes